# Barleria subregularis
Barleria subregularis är en akantusväxtart som beskrevs av I.Darbysh.. Barleria subregularis ingår i släktet Barleria och familjen akantusväxter. Inga underarter finns listade i Catalogue of Life.